# Toray Pan Pacific Open 2006
Toray Pan Pacific Open 2006 — жіночий тенісний турнір, що проходив на закритих кортах з килимовим покриттям Токійського палацу спорту в Токіо (Японія). Це був 23-й за ліком Toray Pan Pacific Open. Належав до турнірів 1-ї категорії в рамках Туру WTA 2006. Тривав з 27 січня до 5 лютого 2006 року. Олена Дементьєва здобула титул в одиночному розряді.

## Переможниці та фіналістки

### Одиночний розряд
Олена Дементьєва —  Мартіна Хінгіс, 6–2, 6–0

### Парний розряд
Ліза Реймонд /  Саманта Стосур  —  Кара Блек /  Ренне Стаббс, 6–2, 6–1